# Де Оливейра, Валерия
Валерия Мария де Оливейра (порт. Valéria Maria de Oliveira; род. 2 июля 1974, Дуки-ди-Кашиас, Рио-де-Жанейро) — бразильская гандболистка, полевой игрок. Участница летних Олимпийских игр 2000 года, чемпионка Панамериканских игр 1999 года.

## Биография
Валерия де Оливейра родилась 2 июля 1974 года в бразильском городе Дуки-ди-Кашиас.
Играла в гандбол за МЕСК из Сан-Бернарду-ду-Кампу.
В составе женской сборной Бразилии в 1999 году завоевала золотую медаль гандбольного турнира Панамериканских игр в Виннипеге.
В 2000 году вошла в состав женской сборной Бразилии по гандболу на летних Олимпийских играх в Сиднее, занявшей 8-е место. Играла в поле, провела 7 матчей, забросила 28 мячей (восемь в ворота сборной Румынии, по пять — Австралии и Дании, четыре — Южной Корее, по два — Австрии, Норвегии и Франции).